# 임혜정
임혜정(1991년 3월 4일 ~ )은 대한민국의 전직 기상캐스터 출신 프리랜서 방송인이다. 서울특별시에서 태어나 경기도 안성시에서 약 15년간 학창 시절을 보냈으며, 대학과 대학원을 마친 후에 기상캐스터 학원을 거쳐 광주방송에 입사하였다. 퇴사 후 프리랜서로 각종 방송 활동을 이어가고 있다. 손문선, 장효윤 아나운서 등과 친분이 있다고 한다.

## 학력
- 대학교 대학원 (석사)

## 경력
- 2015년 5월 26일, 2015 미스인터콘티넨탈 서울대회 2위 (참가번호 13번)
- 2015년 8월 20일, 2015 미스인터콘티넨탈코리아 한국대회 참가 (참가번호 19번)
- 2018년 8월 ~ 2019년 8월, KBC 광주방송 기상캐스터
- 2020년 11월 27일, 〈2020 청소년 경제교실 Festa〉 행사 (진행)
- 2020년 ~, 매일경제TV 《생방송 부동산 투데이》 출연 (공동 진행) : 2021년 9월 현재 진행중
- 2021년 5월 ~, 유튜브 방송 <거의 잡스럽다> 출연 (공동 진행) : 팻캐스트 기준 제57회 1부 '가족의 탄생' 편 이후
- 2021년 6월 ~, 유튜브 방송 <엠크나이트> 출연
- 2021년 7월 ~, 유튜브 방송 <저널리즘 토크쇼 M> 출연 (공동 진행)